# Fußsteuer

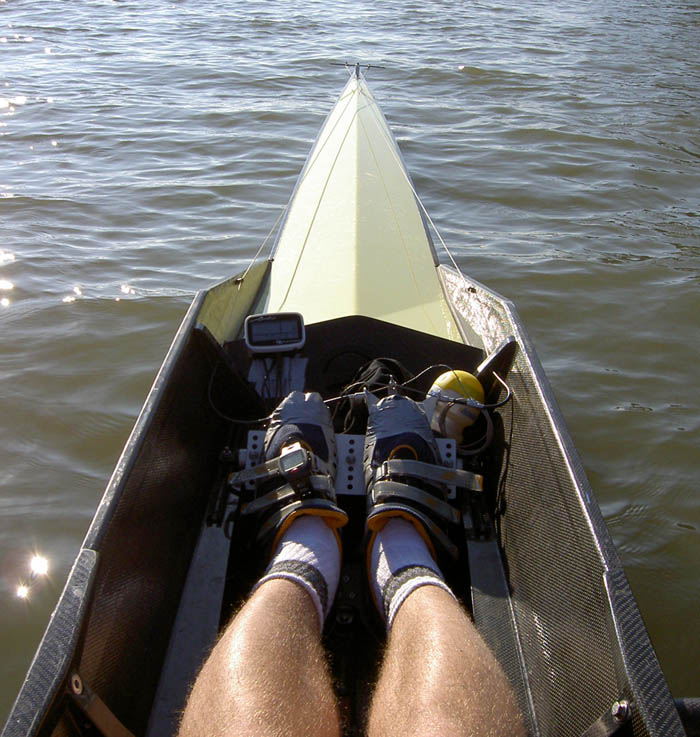
Fußsteuer in einem Zweier ohne Steuermann (am rechten Schuh)

Ein Fußsteuer ist eine Einrichtung in einem Ruderboot, die es den Ruderern ermöglicht, das Boot ohne einen Steuermann zu steuern. Dazu wird der Schuh an dem Stemmbrett eines Ruderers (normalerweise beim Schlagmann, seltener auch beim ganz vorn im Boot rudernden Bugmann) drehbar gelagert und über Seilzüge mit einem Steuerblatt am Heck des Bootes verbunden. Das Fußsteuer kommt in folgenden Mannschaftsbooten zur Anwendung:
- dem Zweier ohne Steuermann
- dem Vierer ohne Steuermann
- und dem Doppelvierer (ohne Steuermann)

Im Einer (Skiff) und im Doppelzweier ist weder ein Steuermann an Bord noch ein Fußsteuer verbaut, und der Kurs wird durch einseitig stärkeres Rudern (Überziehen) korrigiert.
Die Bedienung des Fußsteuers erfordert ein gewisses Geschick. Insbesondere bei einer Ruderregatta muss der Kurs sehr präzise gehalten werden, um Unfälle mit anderen Booten zu vermeiden. Durch die Abwesenheit eines Steuermannes sind mit fußgesteuerten Booten etwas höhere Geschwindigkeiten erreichbar, als wenn ein Steuermann an Bord wäre.